# Adam Phillips

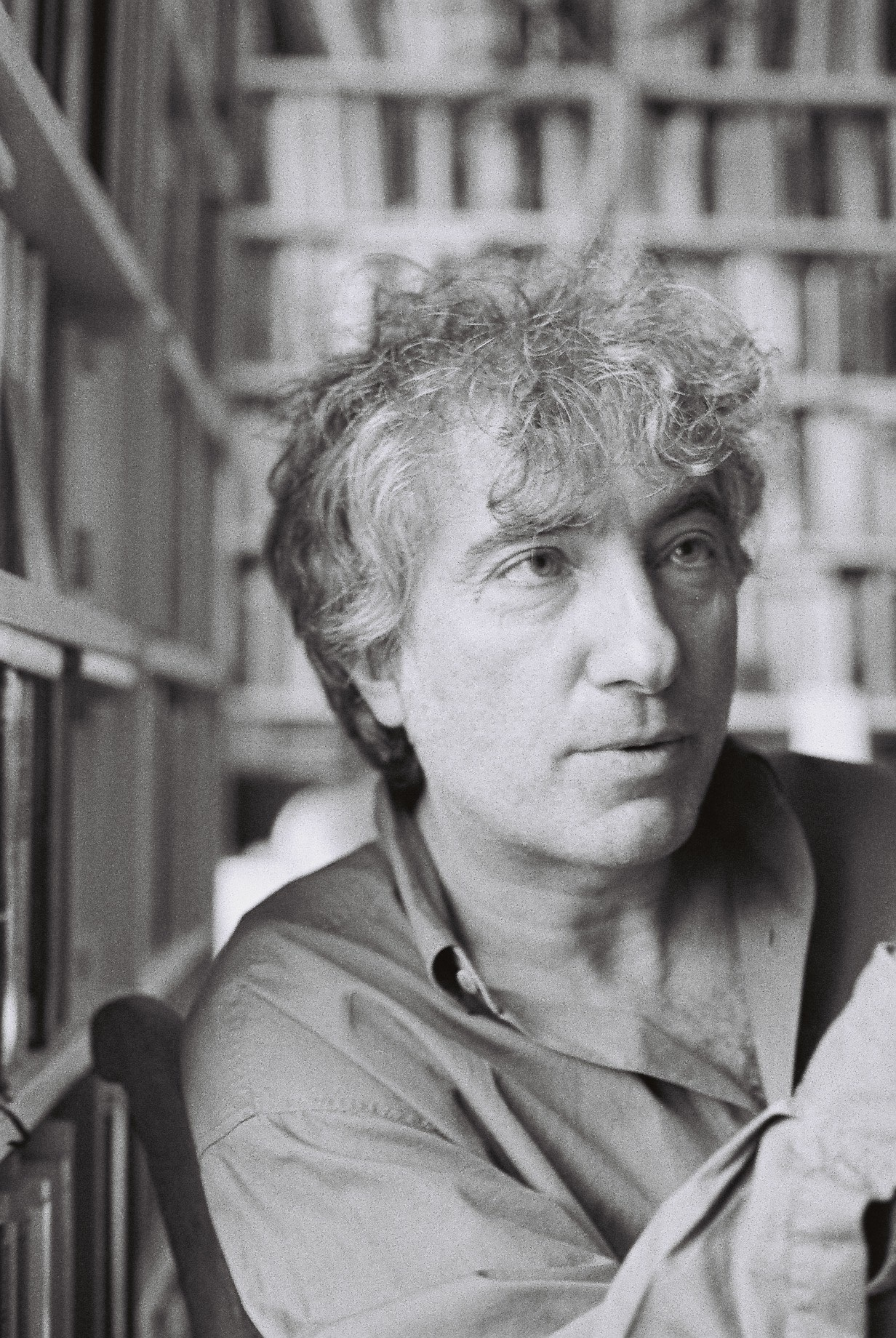
Adam Phillips. Photographed by Bracha L. Ettinger

Adam Phillips (* 19. September 1954 in Cardiff) ist ein britischer Autor und Psychoanalytiker mit eigener Praxis in London. Seit 2003 ist er Herausgeber der englischen Neuübersetzung von Sigmund Freuds Werk, die bei Penguin Books erscheint.
Er schreibt regelmäßig für die London Review of Books und die New York Times und ist seit 2006 Visiting Professor am Department of English and Related Literature der University of York. Mehrere seiner Aufsätze und Bücher zu Literatur, Philosophie und Psychoanalyse wurden unter anderem ins Deutsche, Französische, Italienische, Griechische, Chinesische und Japanische übersetzt. 

## Schriften (Auswahl)
- Winnicott. Harvard University Press, Cambridge, Mass. 1988, ISBN 0-67495-360-6.
  - Winnicott. Aus dem Englischen von Florian Langegger. Vandenhoeck & Ruprecht, Göttingen 2009, ISBN 978-3-525-40157-6.
- On kissing, tickling and being bored: psychoanalytic essays on the unexamined life. Faber and Faber, London [u. a.] 1993, ISBN 0-57117-022-6.
  - Vom Küssen, Kitzeln und Gelangweiltsein. Aus dem Englischen von Klaus Laermann. Steidl, Göttingen 1997, ISBN 3-88243-457-0.
- On flirtation. Harvard Univ. Press, Cambridge, Mass. [u. a.] 1994, ISBN 0-67463-437-3.
  - Über das Flirten. Psychoanalytische Essays. Aus dem Englischen von Klaus Laermann. Psychosozial-Verl., Gießen 2007, ISBN 978-3-898-06718-8.
- Monogamy and other writings: on love, dreams and desire. Faber, London 1996, ISBN 0-57119-077-4.
  - Monogamie ... aber drei sind ein Paar. Fischer-Taschenbuch-Verl., Frankfurt am Main 1997, ISBN 3-59613-653-9.
- Darwin's worms. Basic Books, New York 2000, ISBN 978-0-465-05676-7.
  - Darwins Würmer und Freuds Tod. Über den Sinn des Vergänglichen. Aus dem Englischen von Florian Langegger. Vandenhoeck & Ruprecht, Göttingen 2007, ISBN 978-3-525-40401-0.
- Going sane. Harper Perennial, New York 2007, ISBN 978-0-007-15536-1.
  - Wunschlos glücklich? Über seelische Gesundheit und den alltäglichen Wahnsinn. Aus dem Englischen von Florian Langegger. Vandenhoeck & Ruprecht, Göttingen 2008, ISBN 978-3-525-40407-2.
- mit Barbara Taylor: On kindness. Hamish Hamilton, London 2009, ISBN 0-24114-433-7.
  - Freundlichkeit. Diskrete Anmerkungen zu einer unzeitgemäßen Tugend. Aus dem Englischen von Susanne Held. Klett-Cotta, Stuttgart 2010, ISBN 978-3-608-94609-3.
- Missing Out: In Praise of the Unlived Life. 2012.
- Becoming Freud: The Making of a Psychoanalyst. Yale UP, 2014.
- Unforbidden Pleasures. Penguin, 2015.
- In Writing. Penguin, 2017.
- Attention Seeking. Penguin, 2019.